# Ulvhild Håkonsdatter
Ulvhild Håkonsdotter (fallecida en 1148). Noble noruega, reina consorte de Suecia en dos ocasiones: primero entre 1116 y 1125, casada con Inge II, y después de 1134 a 1148, consorte de Sverker I. También fue brevemente reina de Dinamarca, como la esposa de Nicolás I, entre 1130 y 1134.
Ulvhild era hija de Haakon Finsson, miembro importante de la nobleza noruega, descendientes de Hårek av Tjøtta.
En 1116 casó con Inge II de Suecia, que gobernaba el país junto con Felipe Halstensson. Su marido murió repentinamente en 1125.
Viuda de su primer matrimonio, Ulvhild se comprometió en 1130 con Nicolás I de Dinamarca, que había enviudado de su primera esposa, Margarita Fredkulla. Vivió en Dinamarca hasta 1134, año en que falleció en rey.
Entonces viajó nuevamente a Suecia y casó en una tercera ocasión, esta vez con Sverker I. En Suecia fue conocida por su devoción cristiana. A través del obispo danés Eskil de Lund, entró en contacto con Bernardo de Claraval y decidió ceder una parte de sus posesiones suecas a la Orden del Císter para la construcción del Convento de Alvastra.
De su matrimonio con Sverker son sus únicos hijos de que se tiene noticia:
1. Juan (muerto en un pleito por una mujer)
2. Carlos (1130-1167). Rey de Suecia.
3. Ingegerd
4. Una hija de nombre desconocido, esposa de Canuto V de Dinamarca.
5. Sune Sik (?). Probablemente un personaje legendario.

La reina falleció en Suecia en 1148.